# 山西敏一
山西 敏一（やまにし としかず、1929年（昭和4年）10月25日 - 没年不詳）は、日本の政治家。大阪府柏原市市長（第3代）。8期32年間を務め引退後、後継に指名の人物が出馬した市長選で、対立候補の岡本泰明（第4代市長）が不利になる記事をミニコミ紙に書かせ、買収容疑で逮捕。在任中に随意契約の便宜を業者に図り続けた収賄も発覚し、実刑判決を受けた。

## 経歴
1947年（昭和22年）旧制大阪府立八尾中学校（現大阪府立八尾高等学校）を卒業し、関西学院大学へ進み、1952年法学部法律学科を卒業。
1973年3月の柏原市長選で「全く門外漢と申しますのか、行政の素人」ながら立候補し初当選して以降、連続当選。2001年（平成13年）2月11日に投開票の市長選で得票率57.88%（1万5,714票）で8期目を務めたが、75歳になるのを機に健康上の理由と称して引退表明。後継を指名し2005年2月の市長選挙に出馬せず、任期満了で退任した。

### 指5本を立て「500万円や」
しかし、同年6月9日に公職選挙法違反容疑で大阪府警察に逮捕。後継の人物が出馬した市長選挙で、対立候補の元市議岡本泰明に関する批判記事をミニコミ紙に書かせて報酬約100万円を渡した疑いだった。
また、市長在任中の2004年4月に市のポンプ場の管理業務を巡り、入札の不要な随意契約で清掃業者が受注できるよう便宜を図り、市長退任後に業者から謝礼500万円を受け取った収賄疑いで、6月30日に再逮捕された。
収賄の際、自ら指5本を立てて「これだけ出してくれへんか」と要求。贈賄の清掃業者から「50万円か？」と尋ねられると、はっきりとした口調で「500万円や」と述べ、ほかの業者にも「餞別という名目で現金を要求」「すべて受け取ったとすれば、数千万円」（市議）とされる。
その後、起訴され2006年6月30日、大阪高裁の判決で懲役2年6月の実刑を言い渡された。
1993年春の褒章で藍綬褒章を受章しているが、2006年7月14日、褫奪された。

## 人物
大阪府立八尾高等学校に改編される直前の旧制中学校として最後の卒業生49期生で、在学中は「（自分の性格は）気が弱いので、強くしたい」と述べて「剣心会」（剣道部）に入部。関学では八尾中剣心会OBを慕い「関西学院大学体育会拳法部」（日本拳法）に入った。
その後も「武道で鍛えていただいた体力と気力のお陰で、選挙戦を戦い、8期・32年間、行政を担当」できたと述べ、「選挙戦や仕事で辛い時は、練習で辛かった事を思い出すと、ファイトが出て乗り越えてきました」と振り返るほど、武道と身に付けた自信を誇りとしていた。

### 箱物行政、チャウシェスク歓迎、記念歌も作詞
山西は青春を過ごした八尾市と同じ中河内地方で、隣町の柏原で市長32年間の業績にも絶大な自信を持っており、逮捕前の2005年（平成17年）の退任挨拶では「市政が比較的順調に今日まで推移」としたうえで、近鉄大阪線河内国分駅をはじめ駅前再開発に注力した箱物行政について「駅舎改良等々、人口8万人の市で9駅を有する」「駅がよくなれば町がよくなる」「まちづくりにつきましても一定の進化をし得た」と自賛。さらには、「32年間、私はもちろんでありますが、市職員のだれ一人として不祥事がなかった」「当然のことではございますが、大変誇りにも思って、市職員にも感謝を申し上げ」と清廉潔白を強調していた。
1期目の1975年（昭和50年）4月には、ルーマニアの大統領ニコラエ・チャウシェスクが来日。24年間ルーマニア共産党政権の頂点に立った独裁者として知られたチャウシェスクだが、ベアリングのプラント輸出協定を締結で柏原市にある光洋精工（現・ジェイテクト）工場を視察し、その際、山西が市長として大統領一行を出迎えている。
8期目の2004年4月には、大和川の付替え工事（1704年）から300年を迎え、市として冊子『大和川付替え物語 江戸時代の大治水工事 付替えは柏原から始まった』を発行。冊子には、市長の肩書で監修として登場した上、ペンネーム「大和川清州」で作詞も行い『ソーリャエンヤ大和川』という曲名の「大和川付替え三百周年記念の唄」も作っていた。
そのほか、大阪産業大学校友会の大阪中・南河内支部の顧問なども務めた。